# Бирчанин
Бирчани воде порекло од обор-кнеза подгорске кнежине ваљевске нахије Илије Бирачнина, који је погубљен у Сечи кнезова 1804.

### Порекло
Бирчани су пореклом из одавно напуштеног и разрушеног места Бирач које се налазило у Бањанима у Старој Херцеговини.
Према другим изворима Бирчани су пореклом из Мораче, односно Старе Херцеговине, а дошли су у ваљевски крај преко Бирча у Босни, због чега су названи Бирчанин.
Бирачни имају исто порекло као и Ненадовићи и вероватно су се раније и презивали Ненадовић.

### Кнез Илија Бирчанин (1764 - 1804)
Кнез Илија Бричанин је био окнежен 1794. године за обор-кнеза подгорске кнежине ваљевске нахије..
Пошто је и он пореклом Ненадовић, а обор-кнез Алекса Ненадовић је био старешина тамнавске и посавске кнежине ваљевске нахије, иста породица је управљала са три од четири кнежине ваљевске нахије.
Обор-кнез подгорске кнежине ваљевске нахије био је до 1750. када је погубљен због учешћа у буни кнез Станоје Ненадовић, деда-стриц кнеза Алексе Ненадовића, након чега су се Ненадовићи преселили из Осечине у подгорској кнежини у Бранковину у тамнавској кнежини ваљевске нахије.
Око 20. јануара 1804. позвао је дахија Мехмед-ага Фочић да учествују у заједничком лову обор-кнезове ваљевске нахије кнеза колубарске кнежине Николу Грбовића, кнеза тамнавске и посавске кнежине Алексу Ненадовића и кнеза подгорске кнежине Илију Бирчанина. Уместо болесног Николе Грбовића отишао је његов син Милован Грбовић. На препад су оковани у ланце, кнез Алекса и Илија Бирчанин су погубљени, а Милована Грбовића је Мехмед-ага Фочић пустио.
Кнез Илија Бирачнин имао је сина Бранка и кћерку Ђеку.
Кћерка кнеза Илије Бирчанина Ђека удала се у Ваљеву за Ђуру Малишевића.
Имали су сина.

### Капетан Бранко Бирчанин
Бранко Бирачнин син кнеза Илије Бирачнина 1804. године био је млад. Мехмед -ага Фочић хтео је да окнежи једног од браће кнеза Илије Бирачнина, али они то нису прихватили. Због тога је окнежен помоћник Илије Бирчанина, његов буљукбаша Милић Кедић.
Син Илије Бирчанина подгорски капетан Бранко Бирчанин, родом из Суводања, подгорска кнежина ваљевске нахије, погинуо је 1832. године заједно са кнезом Јованом Симићем Бобовцем (из Бобове) који је постао кнез погорске кнежине након погибије кнеза Милића Кедића 1809. године.

### Новак Бирчанин
Новак Бирчанин, родом из Суводања, је био у сродству са кнезом Илијом Бирчанином, али од друге гране. Имао је браћу.
Дошао је 1857. године у Ваљево. Оженио из породице Обрадовића у Забрдици, сестром Евгенија Обрадовића, тада механџије и трговца у Ваљеву, чија је радња и имање било оно што је сада у рукама Секулића, Бирчана и Андоновића. Свога зета Евгеније Обрадовића је довео у Ваљево, дао му плац за кућу и радњу. Новаков најстарији син је Марјан Бирчанин.

### Марјан Н. Бирчанин (1844—1915)
Марјан Н. Бирчанин (Суводање, 12, фебруар 1844 — Крушевац, 8/20. јануар 1915) био је народни посланик и ваљевски трговац. Био је првак Либералне странке у Ваљеву, па је 1898. именовао краљ за народног посланика, а маја 1903. је изабран за посланика у Народну скупштину на владиној листи. Постављен је за председника ваљевске општине краљевим указом 21. новембра 1898. године. Имао је кћерке Катарину и Стану Бирчанин и сина Илију.

#### Пуковник др Илија М. Бирчанин (1895—1944)
Др Илија Бирчанин (Ваљево, 28. јун 1895 — Београд, октобар 1944) био је познати београдски лекар, хирург, санитетски пуковник. Основну школу и гимназију је завршио у Ваљеву, као одличан ученик ослобођен је полагања матуре 1914. године. Студије медицине је завршио у Швајцарској. Учествоваоје у ратовима 1912-1918. Радио је као војни лекар, у чин мајора унапређен је 1928, чин потпуковника 1933. и пуковника 1938. године. Стрељан је у Београду октобра 1944.

#### Пешадијски бригадни генерал Драгољуб Вуковић (1880-1930)
Катарина М. Бирчанин била је удата за пешадијског бригадног генерала Драгољуба Вуковића (1880—1930) чији брат је био коњички бригадни генерал Милан Вуковић (1883-1954). Гернерал Драгољуб Вуковић и Катарина Вуковић, рођ. Бирчанин имали су сина вахдухополовног капетана, командира 1. падобранске чете војске Краљевине Југославије Момчила Вуковића.
Имали су и кћерке Браниславу и Јелисавету.

##### Ваздухопловни капетан, командир 1. падобранске чете Момчило Вуковић-Бирчанин (1911—1986)
Ваздухопловни капетан, командир 1. падобранске чете војске Краљевине Југославије Момчило Вуковић.
Командир 1. (и једине) падобранске чете Војске Краљевине Југославије.
Рођака Милена Павловић Барили.
Заробљен у Бугарској 1941. године где је био у мисији. У логорима до 1945. године. Браћа од стрица су му генералшт. мајор Богољуб и генералшт. капетан Миодраг Вуковићи, активни у емиграцији. Био приватни секретар краља Петра, у емиграцији (1945-48). 
Ожењен Петронелом Нелом Фром. 
Објавио више књига у иностранству о Гаврилу Принципу, краљу Петру и др.

#### Дивизијски генерал Борисав М. Ристић (1883-1967)
Стана M. Бирчанин била је удата за дивизијског генерала Борисава М. Ристића (1883—1967), министра војске и морнарице у влади Ивана Шубашића (оставка 26. 1. 1945). Њихова деца су Мирко (1919), Милош (1921), Жарко (1922). У другом браку див. генрал Борисав Ристић био је ожењен од 1924. кћерком Венцеслава Хођере, трг. из Ниша, и имао је сина Павла.

### Занимљивости
Кнез Илија Бирчанин имао је два брата, који нису хтели да се приме кнештва. Кад је Мехмед ага Фочић хтео да после Илијине смрти окнежи једног од његове браће, брат Илијин одговорио је „Ја сам орач и копач, у кнезовању се не разумем. Да је и мој брат чуво плуг, не би главу изгубио. После тога на Илијиној кнежини Фочић је окнежио његовог буљукбашу Милића Кедића из Суводања, доцније војводу.. Од овог брата потомци су остали на селу на свом имању у Суводању на планини Медведник. Њих спомиње Арчибалд Рајс.
Лукијан Бирчанин, јеромонах манастира Троноше и потомак Илије Бирчанина учествовао је као добровољац у Првом балканском рату 1912. године.
Обрен Бирчанин, праунук Илије Бирчанина, завршио је подофицирску школу 1910. године као први у рангу, положио је био и нареднички испит кад је извршио самоубиство 1911. године. Он је у Београду тада имао само стрица Бирчанина, рачуносипитача Главне контроле.
У Другом светском рату из Суводања из породице Бирчанин су погинули Бирчанин Милинка Жарко (1922—1945), Бирчанин Милана Никола (1922—1945), Бирчанин Живорада Тихомир (1925—1945) и Бирчанин Велизара Чедомир (1920—1945). Настрадали су и Бирчанин Илија звани „Ћојо“ (1880-1941), ковач, кога је стрељала 369. немачка дивизија звана „казнена експедиција“, као и Бирчанин Љубомира Томо (1885—1943) који је умро у логору Маутхаузен.